# Woden, Iowa
Woden là một thành phố thuộc quận Hancock, tiểu bang Iowa, Hoa Kỳ. Năm 2010, dân số của thành phố này là 229 người.

## Dân số
Dân số qua các năm:
- Năm 2000: 243 người.
- Năm 2010: 229 người.